# Мата (Риу-Гранди-ду-Сул)
Мата (порт. Mata) — муниципалитет в Бразилии, входит в штат Риу-Гранди-ду-Сул. Составная часть мезорегиона Западно-центральная часть штата Риу-Гранди-ду-Сул. Входит в экономико-статистический микрорегион Санта-Мария. Население составляет 5573 человека на 2006 год. Занимает площадь 312,120 км². Плотность населения — 17,9 чел./км².

## История
Город основан 13 июня 1965 года.

## Статистика
- Валовой внутренний продукт на 2003 составляет 36.415.678,00 реалов (данные: Бразильский институт географии и статистики).
- Валовой внутренний продукт на душу населения на 2003 составляет 6.533,13 реалов (данные: Бразильский институт географии и статистики).
- Индекс развития человеческого потенциала на 2000 составляет 0,752 (данные: Программа развития ООН).